# Linda Griffiths
Pour les articles homonymes, voir Griffiths.
Linda Pauline Griffiths est une actrice et dramaturge canadienne, née le 7 octobre 1956 à Montréal et morte le 21 septembre 2014 à Toronto.

## Biographie
Linda Griffiths est morte d'un cancer du sein en septembre 2014 au centre Bridgepoint Health de Toronto.

## Filmographie

### Actrice

#### Cinéma
- 1983 : Lianna de John Sayles : Lianna
- 1985 : Samuel Lount de Laurence Keane : Elizabeth Lount
- 1985 : Passion: A Letter in 16mm (court métrage) de Patricia Rozema : Anna Vogel
- 1985 : Uncle T (court métrage) de Douglas Jackson :
- 1994 : The Darling Family de Alan Zweig : She
- 2000 : The Highwayman de Keoni Waxman : Mrs Jimson
- 2002 : Touch (court métrage) de Jeremy Podeswa : La mère
- 2002 : Boys Briefs 2 de Barry Dignam, Antonio Hens, Jean-François Monette, Guillem Morales, Alexander Pfeuffer et Jeremy Podeswa : La mère
- 2008 : The Cello (court métrage) de Erik Cimon : La mère

#### Télévision

##### Téléfilms
- 1984 : Maggie and Pierre : Pierre Trudeau / Margaret Trudeau
- 1984 : Reno and the Doc de Charles Dennis : Savannah Gates
- 1985 : The Execution of Raymond Graham de Daniel Petrie : Laura Hyler
- 1986 : The Marriage Bed de Martin Lavut : Anne Graham
- 1986 : L'Épée de Gédéon (Sword of Gideon) de Michael Anderson : Carls Widow
- 1987 :  Mama's Going to Buy You a Mockingbird de Sandy Wilson : Kate Talbot
- 1989 : Passion and Paradise (en) de Harvey Hart : La Duchesse de Windsor
- 1992 : A Town Torn Apart de Daniel Petrie : Hallie
- 1993 : Meurtre que je n'ai pas commis (Woman on the Run: The Lawrencia Bembenek Story) de Sandor Stern : Maggie Friel

##### Séries télévisées
- 1985 : American Playhouse (en) : Apollonia James
- 1985 : Empire Inc. :
- 1986 : Philip Marlowe, détective privé (Philip Marlowe, Private Eye) : Lola Barsley
- 1988 : Vendredi 13 (Friday the 13th: The Series) : Gabrielle
- 1989 : Street Legal (en) : Tracy Kilpatrick
- 1990 et 1992 : Rintintin junior (Katts and Dog) :
- 1992 : Catwalk :
- 1993 : Beyond Reality (en) : Cassandra Woodbridge
- 1995 : Un tandem de choc (Due South) : Bernice
- 1998 : Haute Finance (en) (Traders) :
- 1999 : Destins croisés (Twice in a Lifetime) : Margie

### Productrice
- 1994 : The Darling Family de Alan Zweig

### Scénariste
- 1994 : The Darling Family de Alan Zweig